# JR Central Towers
JR Central Towers son dos rascacielos gemelos de oficinas situados en la estación central de trenes de la megapoli de Nagoya. Es el séptimo rascacielos más alto de Japón. 

## Características
Su construcción comenzó en 1999 y terminó en 2000. Fue diseñado por Kohn Pedersen Fox, la misma firma detrás de estructuras como el World Financial Center de Shanghái o el International Commerce Centre de Hong Kong. Con 51 pisos y 245 metros, es ligeramente más pequeño que el cercano Midland Square, lo que lo convierte en el segundo edificio más alto de la ciudad.
Alberga la sede del JR Central Hotel Tower, el 26° hotel más alto del mundo, y de la Central Japan Railway Company. Por allí pasa la línea Tōkaidō Shinkansen del tren de alta velocidad, que conecta Tokio con Osaka.